# イテウォン殺人事件
『イテウォン殺人事件』（イテウォンさつじんじけん、原題：이태원 살인사건＜梨泰院殺人事件＞）は2009年の韓国映画。
英題は『The Case of Itaewon Homicide』。
ホン・ギソン監督の作品。韓国での観客動員は50万人。

## 概要
1997年4月3日、梨泰院（イテウォン）のハンバーガーショップで実際に起った殺人事件を、事件に関係した人物たちの証言と資料調査、検証を行って映画化した。人物、構成、描写は架空。

## あらすじ
男子大学生がハンバーガー店のトイレで、首を7回、胸を2回刺されて死亡する。
容疑者は、CID(アメリカ陸軍犯罪捜査司令部) が身柄を確保したピアソンと、父親に付き添われて出頭したアレックス。検察の取り調べに対して、ピアソンはアレックスが、アレックスはピアソンが男を殺したと供述する。
アレックスの曖昧な供述に対し、ピアソンの供述は具体的で信憑性が高い。ピアソンにも疑わしい点があるが、検察はCIDの結論を覆し、アレックスを殺人罪で起訴し、ピアソンを凶器の所持および証拠隠滅罪で起訴する。
裁判が始まり、アレックスの証言に矛盾が見つかる。さらに、アレックスから男の首を刺したと聞いた友人が証言台に立つ。そうして、アレックスに無期懲役刑が下され、ピアソンには1年から1年半の懲役刑が下される。しかし、上告したアレックスは証拠不十分で無罪判決を受け、ピアソンもまた恩赦により釈放される。犯人不在のまま事件の裁判は結審する。

## 登場人物
- パク・デシク検事 - チョン・ジニョン
- ロバート・Ｊ・ピアスン- チャン・グンソク
  - メキシコ系アメリカ米兵士の父親と韓国人のハーフ。18歳。
- アレックス・ターナー・チョン - シン・スンファン 
  - 韓国系アメリカ人。17歳。
- キム・ジョンシク弁護士 - オ・グァンロク
- アレックスの父 - コ・チャンソク

### 吹き替え
- パク・デシク検事：矢崎文也
- ピアソン：藤本隆行
- アレックス：間宮康弘
- アレックスの父親：岡哲也
- キム弁護士：魚建
- その他の声の吹き替え：中田隼人／志村貴博／小柳基／永木貴依子／林りんこ／小田悟／里卓哉／栗田かおり／松平真之介／大羽武士／向井修

## スタッフ
- 監督：ホン・ギソン
- 脚本：イ・ソン
- 撮影：オ・ジョンオク
- 音楽：シン・ドンイル
- 照明：カン・ソンフン

## DVDリリース
- イテウォン殺人事件 発売元:カルチュア・パブリッシャーズ (2010年5月28日)

## 備考
実際の事件の裁判後、遺族は国家を相手に損害賠償を請求した。
この映画をきっかけに、イテウォン殺人事件は12年ぶりに捜査が再開された。2011年には韓国から犯罪人引き渡し要請を受けた米捜査機関により、被疑者が米国内で逮捕され、韓国に送還され、被疑者は検察に起訴されて被告人となり、2016年1月29日、ソウル中央地裁に懲役20年を言い渡された。